# Linwood (Szkocja)
Linwood – miasto w środkowo-zachodniej Szkocji, w jednostce administracyjnej (council area) Renfrewshire, położone nad rzeką Black Cart Water, na zachód od Paisley. W 2011 roku liczyło 8591 mieszkańców.
Miejscowość rozwinęła się wokół zakładu włókienniczego produkującego tkaniny bawełniane, otwartego w 1792 roku. W 1831 roku liczyła 910 mieszkańców, w 1881 roku – 1393. W XIX wieku prowadzono tu produkcję papieru i mydła. W okolicy rozwinęło się górnictwo.
W latach 1963–1981 w Linwood znajdowała się fabryka samochodów osobowych, pierwotnie należąca do Rootes Group, a w późniejszych latach do Chryslera i ostatecznie PSA. Pierwszym i najliczniej produkowanym w niej modelem był Hillman Imp. Na przestrzeni lat fabrykę opuściło 440 000 pojazdów. W szczytowym okresie zatrudniała ona 4800 pracowników. W jej miejscu znajduje się obecnie centrum handlowe. 
W 2011 roku czasopismo architektoniczne Urban Realm przyznało miastu nagrodę Carbuncle Award dla „najbardziej przygnębiającego miejsca w Szkocji”.